# Héctor Cabanillas
Héctor Eduardo Cabanillas (Córdoba, 1914 — Buenos Aires, 1998) était un militaire argentin, qui dirigea les services secrets de son pays dans la deuxième moitié de la décennie 1950.
Ingénieur militaire de formation, antipéroniste et anticommuniste fanatique, Cabanillas devint sous le régime autodénommé Révolution libératrice chef du Service de renseignements de l’État (SIDE), puis des renseignements militaires, et à ce titre conçut et planifia, mais sans pouvoir aboutir, plusieurs attentats contre Perón dans les années qui suivirent la chute du péronisme en septembre 1955. En 1956, il fut chargé par le dictateur Aramburu d’occulter dans le plus grand secret le cadavre embaumé d’Eva Perón dans un cimetière en Italie ; c’est à lui encore que le dictateur Lanusse confia en septembre 1973 la direction de l’opération dite Dévolution, consistant, dans un geste d’apaisement politique, à exhumer cette même dépouille et à la transférer d’Italie vers la résidence madrilène de Juan Perón.

## Biographie
Né à Córdoba en 1914, il suivit une formation en génie militaire au Colegio Militar de la Nación d’El Palomar, au terme de laquelle il obtint en 1934 le grade de sous-lieutenant d’infanterie. Pendant la Deuxième Guerre mondiale, il adhéra sans enthousiasme à la cause des alliés et, quoique la majorité des officiers supérieurs qui s’emparèrent du pouvoir en 1943 fussent de tendance fasciste, son profil était alors si peu marqué qu’il escalada les échelons par la seule inertie. Cependant, dans les clubs militaires, les jeunes officiers parlaient avec antipathie de certain colonel qui « attisait la haine de classes et édictait des lois qui protégeaient la tourbe des usines contre l’autorité des patrons », et Cabanillas apprit à détester cet homme, Juan Perón, qui avait concentré en ses mains les pouvoirs du secrétariat au Travail, du ministère de la Guerre et de la vice-présidence du gouvernement de facto. Devenu ainsi farouchement antipéroniste, il aura une part active à la chute du deuxième gouvernement de Juan Perón en septembre 1955.

### Tentatives d’assassinat de Juan Perón
Cabanillas planifia et participa à trois attentats (avortés) contre Juan Perón. La première tentative eut lieu en octobre 1945, lorsqu’il devint membre d’un commando mis sur pied par le général Ávalos, alors commandant de la garnison de Campo de Mayo, qui se proposait d’enlever Perón, le « colonel des travailleurs », pour le fusiller ; cependant Perón, qui avait eu vent de ce qu’un soulèvement militaire se fomentait, contremanda le déplacement qu’il devait faire à Campo de Mayo et qui aurait dû permettre aux militaires rebelles de l’attirer dans une embuscade. Par la suite, l’on jugea que les conditions politiques n’étaient alors pas réunies pour mener à bien un projet d’assassinat, compte tenu notamment de l’effervescence populaire qui allait culminer lors de la journée du 17 octobre 1945. Au vu du risque de guerre civile, Avalos préféra pour l’heure se tenir sur la réserve,.
La deuxième tentative eut lieu sous la présidence de facto de Lonardi, peu après le coup d’État du 16 septembre 1955 qui renversa Perón et inaugura le régime militaire autodénommé Révolution libératrice. Alors que Perón se trouvait exilé à Villarrica au Paraguay, Cabanillas (alors chef du Renseignement) et ses hommes projetèrent d’enlever l’ancien chef d’État, de le transférer à Puerto Esperanza, c’est-à-dire la bourgade argentine la plus proche, et de l’y assassiner. Le coup de main, quoique minutieusement préparé, et prévu pour être exécuté le 22 octobre 1955, fut découvert par le service de sécurité de Perón et par les services de renseignement paraguayens et se solda par un fiasco total ; la plupart des fonctionnaires militaires argentins impliqués furent arrêtés et incarcérés des mois durant au Paraguay, tandis que Cabanillas parvint à s’esquiver,.
Une nouvelle tentative se produisit à Caracas, où Perón, aux côtés de sa nouvelle compagne María Estela Martínez, avait dû trouver refuge le 8 août 1956, par suite des pressions exercées par le gouvernement de la Révolution libératrice pour obtenir que Perón quittât son exil panaméen avant le début de la conférence au sommet des présidents américains qui devait s’y tenir en juillet de la même année et à laquelle était appelé à assister le président de facto argentin Pedro Eugenio Aramburu. Cabanillas, qui s’était derechef vu confier l’exécution de ce nouveau coup de main, donna à son étroit collaborateur, le premier-sergent Manuel Sorolla, la consigne précise suivante : il aurait à se faire passer pour un péroniste rabique jusqu’à se faire emprisonner ; une fois détenu, il devait feindre une crise nerveuse afin d’être admis à l’hôpital, puis de là devait s’enfuir à Montevideo avec l’aide de celui qui avait été son comparse dans la disparition du corps d’Evita, le colonel Hamilton Díaz. Cette tâche accomplie, la nouvelle du « prisonnier péroniste » en fuite commença à courir et comme de juste parvint aussi aux oreilles de Perón. De Montevideo, Sorolla se rendit, dans un périple mouvementé par voie de terre, à Caracas en avril 1957, où il s’en fut voir le Général, lequel le reçut comme un héros de la résistance et qui, le croyant sans ressources, le prit à son service comme mécanicien et garde du corps. Ayant ainsi gagné la confiance de Perón, Sorolla accompagna celui-ci dans ses déplacements quotidiens, portant son pistolet de calibre 45. Le 22 mai, Sorolla prit contact avec des fonctionnaires du gouvernement argentin, qui lui remirent la bombe qu’il devait placer sous le moteur de l’Opel de Perón, en même temps qu’un billet indiquant la date de l’attentat, le 25 mai, fête nationale argentine. La veille de la date prévue, Sorolla dit à Perón qu’il avait été appelé au chevet de sa mère gravement malade et qu’il avait l’intention d’entreprendre son retour en Argentine en esquivant les sbirres de la dictature et en transitant par Carmelo, ville uruguayenne frontalière, avec l’aide de quelques camarades de la résistance. Perón le crut, lui offrit de l’argent, et dans la nuit du 24 mai, Sorolla prit également congé du chauffeur Isaac Gilaberte, juste avant de disposer la bombe sous le moteur ; le véhicule explosa le lendemain, mais Perón en sortit indemne. En effet, comme l’indiquera plus tard Cabanillas, la bombe avait été maladroitement posée ; Sorolla l’avait fixée au bloc moteur de telle sorte que le moteur fut projeté en arrière en volant en éclats, alors que la banquette arrière, où se trouvait Perón, ne subit aucun dommage. Le chauffeur Gilaberte fut légèrment blessé par quelques fragments de vitre qui vinrent se loger dans ses joues.
En 1989, Cabanillas déclara au journaliste Tomás Eloy Martínez : 

« L’échec de cet attentat a été l’une des grandes déceptions de ma vie. Nous avons mis des mois à le préparer et tout a été fichu à terre par un coup de malchance. L’histoire de l’Argentine aurait été différente sans Perón. Il était alors trop tôt encore pour qu’on le voie comme un martyr, et trop tard déjà pour que le mouvement péroniste, avec tous ses dirigeants emprisonnés ou dispersés, soit encore en mesure de s’unir. J’ai commis peu d’erreurs dans la vie et ces rares erreurs-là me font mal. Peut-être qu’aucune ne me fait autant mal que celle de n’avoir pas pu tuer Perón. »

### Le cadavre d’Eva Perón
En 1956, sur ordre d’Aramburu, Héctor Cabanillas se chargea de la direction de l’opération d’occultation du cadavre embaumé d’Eva Perón. Cabanillas, doté alors du grade de lieutenant-colonel, exerçait cette année-là comme chef du Service de renseignements de l’État (SIDE, selon son sigle en espagnol), et remplaça quelques mois après le titulaire du Service de renseignements de l’armée (SIE), le lieutenant-colonel Carlos E. de Moori Koenig, qui gardait dissimulé le corps d’Evita au siège du SIE, sis à l’angle des rues de Callao et de Tucumán. Cabanillas reçut de la part d’Aramburu l’ordre de transporter secrètement les restes d’Eva Perón vers un cimetière à Milan, en Italie. L’obligation de secret, qui donnera lieu à de nombreuses conjectures à propos du sort réservé au cadavre, sera scrupuleusement remplie par Cabanillas, conformément aux ordres reçus, pendant 16 ans. L’on sut plus tard, par ses propres révélations, qu’Eva Perón avait été inhumée dans tel cimetière milanais, sous le faux nom de « María de Magistris »,. Le colonel Cabanillas racontera dans un documentaire de la télévision britannique, vers la fin des années 1980, que l’opération d’occultation du cadavre fut tellement rigoureuse « que le président Aramburu lui-même ignorait où exactement se trouvait le corps ».
En 1958, Cabanillas fut nommé attaché militaire à l’ambassade d’Argentine à Paris, mais le mois même de son entrée en fonction, il fut rappelé à Buenos Aires et presque aussitôt, en 1959, mis à la retraite. En 1962, il occupa encore le poste de sous-secrétaire à la Guerre pour une brève période. Il fonda ensuite la première entreprise de sécurité privée du pays : la firme Orpi.
Pendant 16 ans, à compter de 1956, Cabanillas resta donc le dépositaire unique de la documentation secrète sur le lieu de séjour de la dépouille d’Eva Perón. Trois lustres plus tard, en 1971, il fut à nouveau convoqué par les autorités militaires en vue cette fois de la restitution du corps à l’ancien président Perón, qui résidait alors dans sa propriété de Puerta de Hierro, dans la banlieue nord-ouest de Madrid. Dans un contexte de violence en Argentine, et peu après l’enlèvement et l’exécution de l’ancien président Aramburu par les Montoneros, le gouvernement militaire de Lanusse avait résolu, par souci d’apaisement politique, de missionner Cabanillas de restituer le corps d’Eva Perón à l’ancien président. Début septembre 1971 se retrouvèrent donc face à face à Madrid Juan Perón et celui qui avait tenté plusieurs fois de l’assassiner, Héctor Cabanillas, chargé de remettre à son ennemi juré le cadavre d’Evita, de « cette femme, la Eva », qu’il avait haïe avec tant d’acharnement. Cependant, Cabanillas indiquera que lorsqu’il se rendit au domicile de Perón à Madrid, « [il] ne le voyait déjà plus comme un ennemi. [Il] le regardait comme un vaincu. »

### Dernières années
Vers la fin de la décennie 1960, Cabanillas avait coutume de placer des billets de sa main dans des journaux et revues. Dans l’un de ceux-ci, en décembre 1970, il déclara :

« À leur début, les grandes épidémies ne se propagent pas par des manifestations spectaculaires et visibles, mais le font au contraire de manière silencieuse et insidieuse. Ainsi, sans déclarations, subrepticement, l’infection communiste va-t-elle s’étendant par le monde [...],. »

Une de ses dernières apparitions publiques eut lieu dans un documentaire de la télévision britannique dirigé par Tristán Bauer, où il livra son témoignage sur la mort d’Eva Perón et sur les tribulations de son cadavre. 
Le colonel à la retraite Héctor Cabanillas s’éteignit à l’âge de 84 ans, à la suite d’une longue maladie qui l’avait privé de la parole et de la vision. Ses restes furent inhumés au cimetière Parque Memorial, dans la ville de Pilar.
Il était le père du général Eduardo Rodolfo Cabanillas, antipéroniste notoire, qui fut condamné à la prison à perpétuité pour son implication dans la Guerre sale des années 1970 et 1980.